# グナエウス・ポンペイウス
グナエウス・ポンペイウス・マグヌス（ラテン語: Gnaeus Pompeius Magnus, 紀元前106年9月29日 - 紀元前48年9月28日）は、共和政ローマ後期の政務官。ルキウス・コルネリウス・スッラからマグヌス（「偉大な」の意）と称され、ガイウス・ユリウス・カエサルおよびマルクス・リキニウス・クラッススと第一回三頭政治を行ったが、ローマ内戦でカエサルに敗北、最終的に暗殺された。

## 生涯

### 青年期と父の死
父はグナエウス・ポンペイウス・ストラボで、プルタルコスによれば、人々に憎まれていた父と違い、ポンペイウスは生まれたときから人気があり、アレクサンドロスと呼ばれたという。父ストラボは紀元前92年までにプラエトルを務め、紀元前89年の執政官として同盟市戦争の北部戦線を担当し、アスクルムの戦い (紀元前89年)に勝利して凱旋式を挙行している。このときポンペイウスも父の配下として働いた。
父ストラボは中部イタリアのピケヌム（現：マルケ州）と友好関係を築いており、ポンペイウスも近郊に土地を持っていた。
紀元前88年、ポントスのミトリダテス6世に対するインペリウム（指揮権）を、執政官ルキウス・コルネリウス・スッラとガイウス・マリウスが奪い合い、ローマ市を脱出したスッラがローマへ進軍、占領する事件が起きた。マリウスを追放したスッラは第一次ミトリダテス戦争へと出征したが、翌紀元前87年、執政官のルキウス・コルネリウス・キンナとグナエウス・オクタウィウスの両名が争い、ローマ市を脱出したキンナはマリウスを呼び戻してローマ市を占領した。
父ストラボはオクタウィウス側につき、コッリナ門でキンナ軍と対峙した。プルタルコスによれば、この最中にポンペイウス暗殺計画があり、騒動となった軍を父の代わりに立て直したという。キンナ軍を一度は撃退したが、父ストラボは雷に打たれて死んだとも伝わる。
紀元前86年、父がアスクルムの戦利品を横領したとして訴追されたが、ルキウス・マルキウス・ピリップス (紀元前91年の執政官)、グナエウス・パピリウス・カルボ (紀元前85年の執政官)、クィントゥス・ホルテンシウス・ホルタルスに弁護され無罪となり、裁判を主宰したアンティスティウスの娘と結婚した。キンナはスッラに対抗するため味方を必要としており、ポンペイウスの持つピケヌム人脈を手に入れるため弁護させたとする説もある。
キンナは紀元前84年、アンコーナで起こった暴動によって死んだが、ポンペイウスもこのときアンコーナにいたと考えられており、スッラ側かと疑われたためピケヌムに引き払った。

### スッラの帰還と栄誉
紀元前83年、ミトリダテス戦争に勝利したスッラは、マリウスやキンナ亡き後のローマを制圧するためにギリシアから軍を率いて戻ってきた。ポンペイウスはピケヌムのキンナ派有力者を追放し、自費で募兵した3個軍団を率いてスッラの軍へ合流した。スッラはポンペイウスの参戦が、キンナ派のプロコンスル、グナエウス・パピリウス・カルボ有するローマ軍団への対応に有用であったこともあり、ポンペイウスの合流を歓迎したという。紀元前82年、スッラがローマ市を制圧してプロスクリプティオに基づく密告を導入してポプラレスの多くを殺害した。スッラは独裁官（ディクタトル）となった後、ポンペイウスを繋ぎ止めるため、アンティスティアと離婚して、スッラの4人目の妻カエキリア・メテッラとその元夫マルクス・アエミリウス・スカウルスの間の娘アエミリア（Aemilia Scaura）と結婚するよう強要し、ポンペイウスは従わざるを得なかった。
スッラはイタリア本国が落ち着いたところで、シキリア属州やアフリカ属州へ逃れて未だ残るポプラレスの征討をポンペイウスに命じたが、紀元前82年の内にシキリアはあっさりとポンペイウスの手に落ち（シキリアは当時のローマにとって重要な穀倉であり生命線であった）、カルボ及びポプラレスを多数捕らえて殺害した。紀元前81年にはヌミディアへ逃れていたグナエウス・ドミティウス・アヘノバルブス（ルキウス・ドミティウス・アヘノバルブスの兄）を殺害、ドミティウスに組したヒアルバスを捕虜としてヒエムプサル2世（ユバ1世の父）をヌミディア王に据えた。
これらの功績を以て、ポンペイウスは「インペラトル」と呼ばれ、スッラからは「マグヌス」と評された（ポンペイウスはスッラ生存中は「マグヌス」と名乗ることはなく、スッラ死去後に使うこととなる）。ポンペイウスはシキリア・アフリカでの勝利を以て凱旋式を挙行できるようにスッラに申し出て、難色を示したスッラに対して強気な姿勢を示して認めさせた。25歳での凱旋式はスキピオ・アフリカヌスを上回る最年少記録であった。紀元前78年にスッラが死亡した時、ポンペイウスはクィントゥス・ルタティウス・カトゥルスらと共にスッラの国葬を主張し、軍隊の支持もあってこれが認められた。

### ヒスパニア遠征

ヒスパニア

紀元前77年、ガリア・キサルピナ属州総督として赴任する予定であったマルクス・アエミリウス・レピドゥスが中部イタリアで反スッラを掲げて挙兵した。ポンペイウスは執政官カトゥルスの代理としてレピドゥス討伐に赴き、レピドゥスを敗死させた。しかし、レピドゥス軍の残党はヒスパニアで反乱を起していたポプラレスのクィントゥス・セルトリウスに合流したことで、セルトリウス軍は勢力を拡大した。セルトリウス戦争にはクィントゥス・カエキリウス・メテッルス・ピウスが当っていたが、ポンペイウスはメテッルス・ピウスに代わって、セルトリウス討伐軍の指揮に名乗りを挙げた。
元老院はポンペイウスが軍事面での才能が抜群であることは認めながらも、29歳と若くコンスルやプラエトルの経験が無いこと（共に任期後は属州を担当する権限が与えられる高位政務官）やメテッルス・ピウスの指揮が決して悪くは無かったことから、ポンペイウスへ指揮権（インペリウム）を付与することに躊躇したものの、ポンペイウスが手持のローマ軍団を解散するのを拒否したことやポントス王ミトリダテス6世が蠢動し始めたこともあって、ポンペイウスへ指揮権を与えて、ヒスパニアへ派遣することを元老院は決議した。
ポンペイウスはヒスパニアまでの補給線を確保するべく、ローマからヒスパニアまでの街道を構築しながらの行軍となったため、ヒスパニア到着は翌年の紀元前76年となった。メテッルス・ピウスが人格者であったこともあり、ポンペイウスとの関係に齟齬が生じることもなく、ローマ軍の指揮系統が乱れることはなかった。セルトリウスは狭隘なヒスパニアの地形を駆使したゲリラ戦を展開してローマ軍を苦しめたが、物量に勝るローマ軍に対峙して、先の見通しが立たなくなりつつあったセルトリウス軍は内部分裂を起し、4年後の紀元前72年にセルトリウスは配下の将軍マルクス・ペルペルナによって殺害された。これによって反乱軍は弱体化してこの年の内に反乱は鎮圧された。
ポンペイウスは私財を投げ打ってヒスパニアで戦っており、紀元前74年には元老院に対して戦費を要求した。もし要求が通らなければ、スペインを見捨てて軍団と共にイタリアへ戻ると宣言したため、ミトリダテス戦争のインペリウムを狙っていた当時の執政官ルキウス・リキニウス・ルクッルス（メテッルス・ピウスの従兄弟）は、なんとしてでもこの要求を認めさせ資金を送ったという。

### 執政官就任
セルトリウスの反乱が鎮圧されてから数カ月間、ポンペイウスはヒスパニアの統治体制再構築に乗り出して、ポンペイウスの施策が公平であったこともあり、ヒスパニア住民から高い支持を得ることとなった。これにより、ヒスパニアはポンペイウスの有力な勢力圏の一つになった。
ポンペイウスがヒスパニアで戦っていた最中の紀元前74年、第三次奴隷戦争が勃発しルキウス・ゲッリウス・プブリコラらが鎮圧に当ったものの、奴隷側の首謀者であったスパルタクスの巧みな用兵もあって長期化していた。紀元前71年、スッラの部将だったマルクス・リキニウス・クラッススがルカニアでスパルタクスを討ち取って反乱軍は壊滅状態となったが、ポンペイウスはこの時に軍を率いてガリアなど北部へ逃亡を図った反乱軍の残党を粉砕した。ポンペイウスはクラッススに先んじて元老院へ「この戦いを終わらせたのは私である」と報告し、ローマ市民もこれを認めた。これによって第三次奴隷戦争での武勲を横取りされた格好となったクラッススは、ポンペイウスの高い人気への嫉妬も重なって激しい敵愾心を持つこととなった。
ともかく、セルトリウスの反乱及び第三次奴隷戦争での武勲によって、ローマ市民から絶大な支持を獲得したポンペイウスは紀元前71年にコンスル（43歳以上にのみ就任資格がある）への立候補及び凱旋式挙行等を認めることを元老院へ要求。また、ルビコン川まで到達したにもかかわらず、軍団を解散せず、保持し続けることで圧力を掛けた。元老院議員の資格すら持たないポンペイウスのこの要求に元老院は難色を示したものの、ポンペイウスに対抗する力を持つクラッススがポンペイウスへの嫉妬から自らもコンスルへ立候補する意志を表明したことで、元老院の思惑は外れることとなった。この際にクラッススとポンペイウスの間で協定が結ばれたともされ、紀元前70年にポンペイウスは選挙で圧倒的な支持を受けて、クラッススと共に35歳でコンスルに選出された。
執政官就任時期に、プラエトルであったルキウス・アウレリウス・コッタが起草した、裁判陪審員を元老院議員、エクィテス、恐らくトリブスの有力者であるトリブニ・アエラリイの3階級から同数選出する「アウレリウス法」が可決され、スッラのコルネリウス法で縮小されていた護民官の拒否権などの権限を戻すことも決定した。ポンペイウスはコンスルを退任した翌紀元前69年及び翌々年の紀元前68年はプロコンスルとして属州総督の肩書きを持ちながらローマで過ごした（本来は属州へ赴任する必要がある）。

### 海賊征討戦

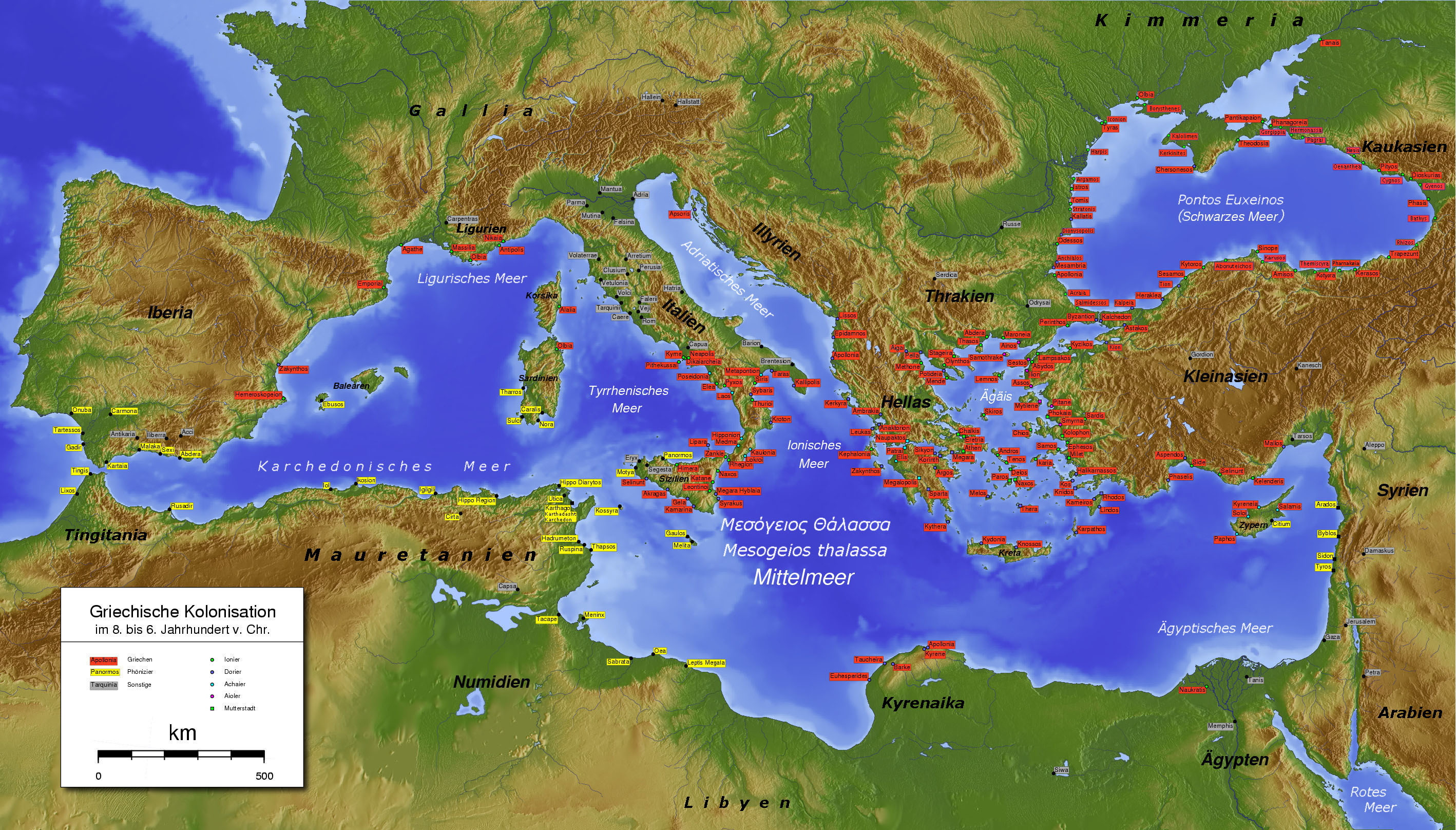
地中海

紀元前67年、地中海一帯を荒らしていた海賊を征伐すべく、護民官アウルス・ガビニウスは「ガビニウス法」と称される法案をプレブス民会に提出した。すなわち、「ローマ軍20個軍団（歩兵12万、5000の騎兵）、軍船500隻、14名の元老院議員資格者からなる幕僚を投入すると共に総司令官としてこれらを統括する権限をポンペイウスに3年間期限で付与する」というものであった。元老院議員の多くは反対に回ったものの、ガイウス・ユリウス・カエサルら一部の元老院議員がこれに賛成し、票を持つローマ市民は海賊の被害が甚大であったこともあって、ガビニウス法は可決された。
ポンペイウスの海賊討伐の戦略は、まず地中海全域を13の作戦海域に区分した上で、それぞれに軍団長及びローマ軍団を配備し、自らは60隻の軍船を率いる遊撃部隊の指揮を執って、支援を必要とする作戦海域へ駆けつけるというものであり、各軍団は海戦で海賊を撃退した後にこれを追って海賊の根拠地を叩き潰す形をとった。まずはヒスパニア、ヌミディアやサルディニアなどの地中海西部海域の海賊を征討し、わずか40日程度でこれを達成した。西部海域で征討した海賊を追って地中海東部海域へ侵攻して、エジプト・エーゲ海等を制圧して、海賊の最大の根拠地であったキリキア沿岸を陥落させたが、わずか49日間であった。結果、3カ月足らずで地中海全域の海賊を討伐して、捕獲した船舶400隻、撃沈した船舶1300隻、1万人以上の海賊を殺害し、降伏した海賊は2万人以上に達したという。
それら海賊をポンペイウスは沿岸から離れた地区へ植民させており、その中の一つであるキリキアのソリは「ポンペイオポリス」と呼ばれることとなった。キケロはポンペイウスの海賊征討戦について「冬に準備を行い、春に行動を起して、夏までに全てを終わらせた」 とその周到さを称えたように、陸だけでなく海に於いてもポンペイウスの軍事能力の高さを示した。

### 小アジア・オリエント遠征

#### ミトリダテス6世征討

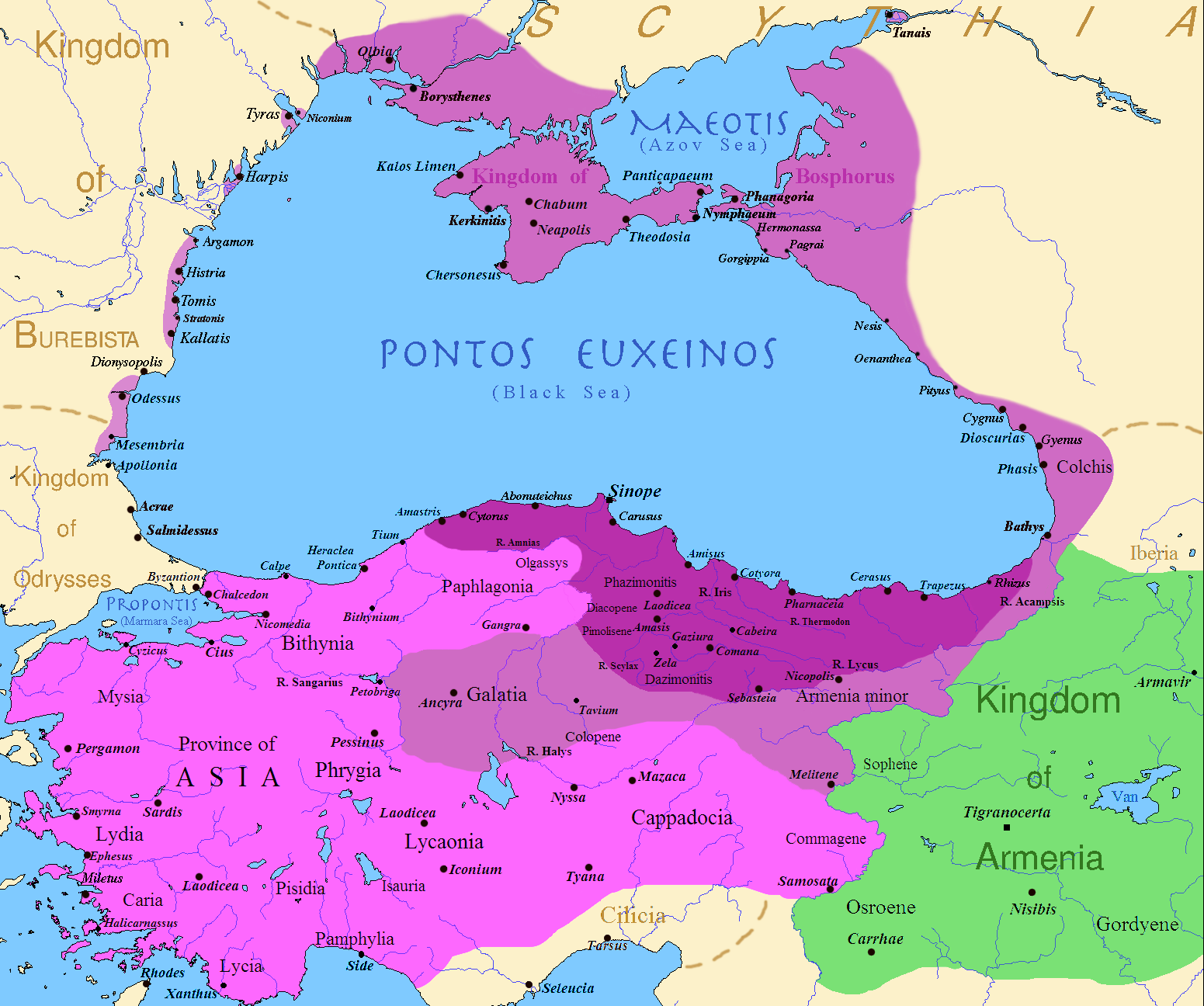
ポントス王国
アシア属州（共和政ローマ）
アルタクシアス朝（アルメニア王国）

ポンペイウスはガビニウス法によって20個軍団の3年期限の総司令官の地位を持っていたが、海賊征討後もこれを手放さなかった。紀元前66年、護民官ガイウス・マニリウスはポントス王ミトリダテス6世征討軍の指揮権をポンペイウスへ与える法をプレブス民会に提案（マニリウス法）。ガビニウス法と違って今度は反対の声も少なく、クィントゥス・ルタティウス・カトゥルス・カピトリヌスやクィントゥス・ホルテンシウス・ホルタルスらが反対したものの、キケロによる『グナエウス・ポンペイウスのインペリウムについて（De imperio Gn. Pompei）』という賛成演説などもあり、市民集会で可決された。
東方へ向かったポンペイウスはルクッルスと交代したが、セルトリウスの反乱の時のメテッルス・ピウスとは違い、ルクッルスはポンペイウスを「ハゲタカ」「新参者」、ポンペイウスはルクッルスを「トーガを纏ったクセルクセス」「吝嗇家」（りんしょくか＝けちんぼ）と互いを罵ったという。
既にミトリダテス6世の勢力はルクッルスによって相当に抑え込まれており、ミトリダテス6世はアルメニア王国（アルタクシアス朝）へと後退した上で、ポンペイウス軍と会戦に及んだ。ポンペイウスはミトリダテス6世軍を撃破し、ミトリダテス6世は婿でアルメニアのティグラネス2世の元へ逃れようとしたが、ローマのお尋ね者となったミトリダテス6世を匿うことの不利を悟ったティグラネス2世はミトリダテス6世との同盟を破棄して、ミトリダテス6世を捕らえた上でローマへ引き渡すと布告した。このため、ミトリダテス6世はクリミア半島のボスポロス王国まで落ち延びざるを得なくなった。ポンペイウスはキリキアやシリアなどのティグラネス2世が征服した領土の放棄及びローマへの賠償金支払を条件とした講和をアルメニアと結んだ。
紀元前65年、パルティアへの抑えとしてルキウス・アフラニウスをアルメニアへ残し、ポンペイウスはミトリダテス6世の追討を続けたものの、カフカス・イベリア王国（en:Caucasian Iberia）やカフカス・アルバニア王国の抵抗や冬が迫っていたこともあって、ファシス川（Phasis、現：リオニ川）まで進んで撤退。ポントスまで戻って冬営しポントスをローマの属州とした。

#### オリエント征服
紀元前64年、ポンペイウスは南下してシリアへと行軍し、わずかな領土も持っていなかったセレウコス朝のアンティオコス13世を退位させて、シリアをローマ属州（シリア属州）とした（アンティオコス13世の後継としてフィリッポス2世が名乗りを挙げたものの、紀元前63年に潰された）。
紀元前63年、ポンペイウスはさらに南下して、フェニキア及びシリアの主要な都市を抑えた後、ユダヤへと進軍した。当時のユダヤはハスモン朝のヒルカノス2世とアリストブロス2世の兄弟が王位・大祭司職を巡って争っている最中で、両勢力は競ってポンペイウスを引入れようと接近した。しかし、アリストブロス2世がポンペイウスを侮る態度を示したことから、ポンペイウスはヒルカノス2世を支援することを決め、ポンペイウスとヒルカノス2世の連合軍はアリストブロス2世が守るエルサレムを包囲した（エルサレム攻囲戦）。アリストブロス2世派の頑強な抵抗とエルサレムの堅牢な守りの前にローマ軍は苦戦を強いられたが、3ヵ月後の包囲戦の末に陥落させ、アリストブロス2世を捕虜とした。なお、ポンペイウスはアリストブロス2世をローマへ連行したが、アリストブロス2世は後に逃亡、ローマに対する反乱を再三に渡り首謀者として起こすこととなる。
エルサレム陥落の際にポンペイウスはローマ人と違って物理的な像が無いことを確かめるため、ユダヤ教の神殿内の聖所へ立ち入ったが、純金製の燭台やランプなどの神殿内の財宝には手を付けず、占領の翌日からユダヤ教の儀式を行うことを許可した。ポンペイウスはヒルカノス2世を大祭司に即位させてエルサレムを治めさせると、近隣のサマリアやガザなどを占領した。
紀元前63年、エリコに駐留していたポンペイウスはミトリダテス6世が自殺したことを知った。ポンペイウスは息子のファルナケス2世をポントス王に任じ、長年にわたるローマの敵であったミトリダテス6世の遺体を故国・ポントス王国の首都シノーペ（現：スィノプ）へ埋葬させた。これらの措置を終えたポンペイウスは配下の武将であるマルクス・アエミリウス・スカウルス（en）に統治を任せて、ローマへの帰還の途に着いた。

### ローマの第一人者
一連のポンペイウスの遠征によって、ローマの領土は黒海沿岸からカフカス、シリア・パレスチナまで広がり、ポンペイウスはローマへ金20,000タラントを国納し、国庫に収める税収は例年の5000万ドラクマから8500万ドラクマへ伸びたとプルタルコスは記している。
ポンペイウスによるオリエント・小アジアの新しいローマ属州への統治はヒスパニアの時と同様に極めて手堅いものであったとされ、ポンペイウスにとっては小アジア・オリエントも重要な勢力圏となった。キケロはポンペイウスによる小アジア・オリエントの共和政ローマへの統合について「（これらの地区を）果てしない対外戦争と国内での内戦状態から救い出し、恒久的な平和が達成されたが、これを維持するのに必要な経費をアジア人の富から拠出することはローマだけでなく、これら地区の住民にとっても必要である」との趣旨の書簡を残している。
元老院はポンペイウスが独裁官就任を望んでいるとの不安を持っていたことから、疑いを解くためにブルンディシウム（現：ブリンディジ）で軍を解散させた。元老院の許可を得た上で、ポンペイウスは45歳の誕生日でもあった紀元前61年9月29日に3度目の凱旋式をローマで挙行した。海賊征討戦や小アジア・オリエントでの勝利を祝った成果はローマ建国史上で空前のものであり、戦闘シーンを表現する略奪品、捕虜を行軍させ、軍のパレードと共に自らの功績を掲げたプラカードを掲げた。凱旋式の後は壮大な宴会をローマ市民へ提供したことで、ポンペイウスの人気はローマ随一となった。

### 三頭政治（Triumviratus）

#### 三頭政治初期

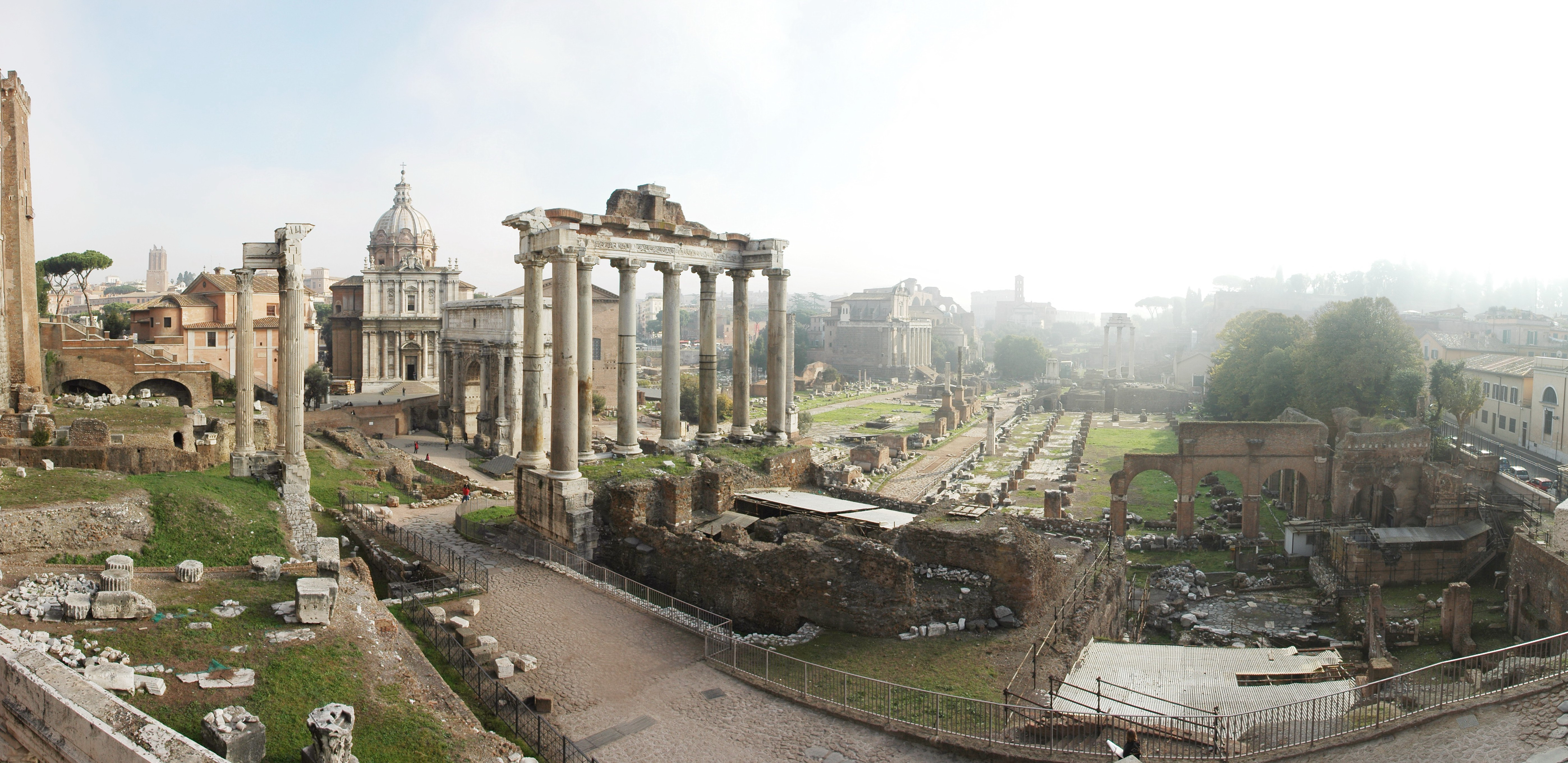
フォルム・ロマヌム

ポンペイウスはアジアでの戦役へ従軍した兵士に対して土地（耕作地）を与えること等を約束しており、これを叶えるべく奮闘したものの、マルクス・ポルキウス・カト（小カト）やルクッルスら元老院派（オプティマテス）はポンペイウスの人気に依然として警戒心を抱いていたこともあって不発に終わった。ポンペイウスはカトの妹を自身の妻へ迎えたい旨を申し入れたが拒絶された こともあって、ローマ市民からの人気も下がった。ポンペイウスは元老院に対して不満を抱えることとなった。
紀元前60年、ポンペイウスは長年の宿敵クラッスス及びプロプラトエル（前法務官）としてヒスパニア・ウルステリオルの属州総督であったガイウス・ユリウス・カエサルと非公式に手を結ぶことを決定し、紀元前59年にカエサルをコンスルとすること及びポンペイウスが率いていた兵士へ土地を供与すること等を内約した（一般に「三頭政治」（Triumviratus）と呼ばれる）。
紀元前59年、ポンペイウスはカエサルの娘ユリアを新しい妻へ迎え（前妻ムキアはカエサルとの不倫関係が明るみに出たため、ポンペイウスは離縁していた）、20歳以上も年齢差があったものの、ポンペイウスとユリアの夫婦仲は極めて良好であった。この年にカエサルはコンスルに就任し、ポンペイウスが要求していたポンペイウスの元兵士へ土地を供与すること及び自らが征服したシリアやユダヤなどの東方属州への再編成案などが可決され、農地法改正でもポンペイウスは重要なポストを得たことで大いに面目を保つことができた。ポンペイウスは紀元前58年からヒスパニア・ウルステリオル属州総督へ就任することも決定したが、現地へ赴任することなくローマに滞在することが認められた。なお、カエサルが紀元前58年からガリア・キサルピナやイリュリクムなどの属州総督となることも決定された。
紀元前58年、カエサルがガリア総督としてローマを離れた後、ローマ政界は三頭政治側の護民官であったプブリウス・クロディウス・プルケルが幅を利かせることとなった。クロディウスはキケロに激しい敵愾心を抱いており、クロディウスがキケロをローマより追放するための法案を提出した際にキケロはポンペイウスへ助けを求めたものの、ポンペイウスは取り合わずにキケロはローマを落ち延びざるを得なかった。
紀元前57年、クロディウスへの支持が急落したことや前年まで小アジアに赴任していたカトが帰還したこと、キケロの追放が解除されたこと（ポンペイウス自身もキケロのローマ帰還に助力したが）もあって三頭政治側は元老院派から反撃を受けた。ポンペイウスは政治への興味を失い、自らが携わったローマ最初の恒設劇場であった「ポンペイウス劇場」の工事進捗といった文化活動に興じると共に、ユリアとの新婚生活に溺れる有様であったという。

#### ルッカ会談
カエサルはガリア戦争で目覚しい実績を積み重ね、ローマ市民からの人気が高まっていた。一方で元老院派からのカエサルへの攻撃は厳しく、対応に迫られたカエサルが主導する形で紀元前56年に3者はイタリア北部のルッカで会談を持った。紀元前55年にポンペイウスはクラッススと共にコンスルに当選して2度目の就任が決ま
この年はクロディウスや元老院派の暗躍を抑え込むと共に、カエサルのガリア総督としての任期を5年延長すること、クラッススがシリア属州総督となること、ポンペイウスがヒスパニア属州総督となること等が決議された。また、エジプト国王（ファラオ）で王位を追われていたプトレマイオス12世からかねてより嘆願のあった王位への復位を叶えるため、ポンペイウスは配下の武将でシリア属州を統治していたガビニウスを通じて軍をエジプトへ派遣し、プトレマイオス12世に代わってファラオに就いていたベレニケ4世を追放すると共にプトレマイオス12世をファラオとした。エジプトは独立は保ったものの、事実上はポンペイウスの属国的存在となった。

#### 三頭政治崩壊
ルッカ会談で三頭政治は維持されたものの、三者の思惑から徐々に亀裂が生じつつあった。その中で、ポンペイウスはユリアを紀元前54年に失ったことに続き、紀元前53年にパルティア遠征に向かったクラッススがカルラエの戦いで敗死したことで三頭政治は事実上崩壊し、ポンペイウスは実力を蓄えつつあったカエサルと正面からの対峙を余儀なくされることとなった。
カエサルからカエサルの大姪であったオクタウィア（後にカエサルの後継者となるオクタウィアヌスの姉）との縁談を申し込まれたものの、ポンペイウスはこれを拒否し、紀元前52年に元老院派の重鎮クィントゥス・カエキリウス・メテッルス・ピウス・スキピオ・ナシカの娘で、カルラエの戦いで戦死したクラッススの息子プブリウスの未亡人であったコルネリアを嫁に迎えることを決め、ポンペイウスは元老院派へ軸足を移していった。
紀元前52年、クロディウスの暗殺によってローマは大混乱に陥った。マルクス・カルプルニウス・ビブルスやカトら元老院議員はこれを治めるため、ポンペイウスへ異例となる単独でコンスルへ就くよう要請してポンペイウスは単独でのコンスルとなったが、注目されたクロディウスの暗殺犯ティトゥス・アンニウス・ミロの裁判に手間取ったことで混乱は抑まらず、メテッルス・スキピオを同僚のコンスルに迎え入れた。アレシアの戦いの勝利でカエサルのガリア制覇が目前となった時期、カエサルはガリア総督の任期切れ後にコンスルへ立候補することを目論んだが、ポンペイウスら元老院派はイタリア国外でコンスルへ立候補することを禁止したため、カエサルは大きな打撃となった。
紀元前51年、元老院派はカエサルがガリア総督として有するローマ軍団を解散しない限り、コンスルへ立候補することを許可できないとする内容の「元老院最終勧告」を決議した。カエサルにとっては、自派の軍団無しでローマに向かうことは自殺行為に等しく、到底許容できるものではなかった。自派の護民官や元老院議員へ解除するよう根回ししたものの、不首尾に終わったことから、カエサルとポンペイウスら元老院派との戦争は必至の情勢となった。

### ローマ内戦
紀元前49年1月10日、カエサルがルビコン川を渡り、ローマ内戦は始まった。ルビコンを渡った後にイタリア半島を南下するカエサル派に対して、ポンペイウスはローマから逃れた。ポンペイウスはブルンディシウムまで撤退した後、かつて自らが征服した東方属州へ渡って軍を再編してカエサルと争う方針を決め、多くの元老院議員もポンペイウスへ従って、ギリシアへと向かった。
ポンペイウスはデュッラキウムの戦いでカエサル軍に勝利したが、カエサル軍に決定的な打撃を与えるには至らなかった。紀元前48年8月、ポンペイウス率いる元老院派はファルサルスの戦いでカエサル軍と再度対戦し、兵力で上回っていたものの、ポンペイウス自身人生初となる敗北を喫した。
ポンペイウスはエーゲ海沿いのミュティレナエ島（Mytilene）、そしてキプロスへと向かった。当初はシリアで再起を図る予定であったが、既に反ポンペイウスを鮮明にしたことが伝わっており、エジプトへ逃れることを決意した。

### 最期
エジプトは当初ポンペイウスへ協力的な姿勢を示していたものの、内部での話し合いの中でポンペイウスを殺害することが決定された。紀元前48年9月29日、ポンペイウスの58回目の誕生日でもあったこの日、大型のガレー船でエジプトのペルシウム港へ到着したポンペイウスは、かつてからの知り合いであったアキッラス及びルキウス・セプティミウスによる出迎えを受けた。ルキウス・コルネリウス・レントゥルス・クルスと共にポンペイウスが1艘の小舟に乗り込んだが、その間際に妻や子らに対してソポクレスの以下の詩を詠んだと伝わっている。
ガレー船から離れたと同時に小舟の中に潜んでいたエジプト軍の刺客によってポンペイウスは殺害され、レントゥルスも捕らえられて、後に殺害された。ガレー船に乗り込んでいたメテッルス・スキピオやコルネリアらはエジプトを離れた。
同年10月、カエサルはエジプトへ到着したが、その地でポンペイウスの死を知ることとなった。プトレマイオス13世は従者にポンペイウスの首をカエサルに届けさせたが、カエサルは怒り狂ってその従者を殺してしまう。そしてポンペイウスの首を抱いてさめざめと泣いたという。その後、コルネリアはポンペイウスの遺灰と指輪をカエサルより受け取ってイタリアへ埋葬し、余生を送ったとされる。ポンペイウスの2人の息子グナエウス・ポンペイウス・ミノルとセクストゥス・ポンペイウスはティトゥス・ラビエヌスやメテッルス・スキピオら生き残った元老院派と合流、カエサルへの抵抗を続けることになる。
なお、紀元前44年3月15日に「ポンペイウス劇場」内でカエサルは共和主義者に襲撃され、劇場内に設置されたポンペイウス像の下にカエサルは崩れ落ちて死を迎えたが、自らの復讐にポンペイウスが立ち会ったかのようであったという。

## 家族・妻
ポンペイウスの家庭生活は政治に翻弄され、生涯で5名の妻を持つに至った。女性に対しては慎重すぎるほど節度を以て接したといい、ミトリダテス6世の愛妾を捕虜とした際も全て父母の元へ送り返したと伝えられている。
プラエトルであったアンティスティウスに買われ、アンティスティウスの娘アンティスティアを1人目の妻に迎え入れた。その後、ローマを支配したスッラがポンペイウスとの繋がりを強めるために、スッラの親類に当たるアエミリアとの結婚を強いた。なお、アンティスティアは離婚が成立する前に父アンティスティウスおよび母が死亡しており、さらなる悲劇に見舞われることとなった。また、アエミリアは当時妊娠していたが、まもなく産褥で死亡した。
3人目の妻ムキアとの間で3人の子（下記参照）を持つに至ったが、ムキアはカエサルとの不倫が発覚し、ポンペイウスは後にムキアと離婚した。4人目の妻ユリアはカエサルの娘で夫婦仲は大変良かったと伝わっているが、紀元前54年にユリアは産褥で死亡し、出産した娘もまもなく死亡した。5人目の妻コルネリアとは紀元前52年頃に結婚し、ポンペイウスの最期まで連れ添うこととなったが、結婚期間はわずか5年に過ぎなかった。
- 最初の妻：アンティスティア（Antistia）
- 2人目の妻：アエミリア（Aemilia Scaura、スッラの義娘）
- 3人目の妻：ムキア（Mucia Tertia）
  - グナエウス・ポンペイウス・ミノル
  - ポンペイア（Pompeia Magna、紀元前80年/紀元前75年 - 紀元前35年以前に没）
  - セクストゥス・ポンペイウス
- 4人目の妻：ユリア（Julia Caesaris、ユリウス・カエサルの娘）
- 5人目の妻：コルネリア（Cornelia Metella、メテッルス・スキピオの娘）

## 末裔
『ローマ皇帝群像』によれば、第17代ローマ皇帝コンモドゥスの父方母方の遠い祖先はポンペイウスであり、カエサルと敵対した人物の末裔が皇帝に即位したという皮肉なエピソードが紹介されているが、信憑性は定かではない。この記述では、コンモドゥスから数えて9代前にポンペイウスの娘ポンペイア、10代前にポンペイウスがおり、コンモドゥスの父母マルクス・アウレリウス・アントニヌスと小ファウスティナはポンペイウスの雲孫（玄孫の玄孫）、コンモドゥスはポンペイウスの雲孫の子になる。なお、皇帝ガルバの養子となったピソもポンペイウスの末裔で、玄孫にあたるという。

## ポンペイウス年表
- 紀元前106年 - 誕生
- 紀元前89年 - 父の下で同盟市戦争に従軍
- 紀元前87年 - 父ストラボが死去
- 紀元前86年 - アンティスティアと結婚
- 紀元前83年 - スッラのローマ侵攻に合わせて、軍を率いてスッラ派へ参加
- 紀元前82年 - マリウス派が抵抗していたシキリア・北アフリカを制圧（～紀元前81年）
- 紀元前81年 - 1度目の凱旋式
- 紀元前76年 - セルトリウスの反乱を鎮圧するべくヒスパニアへ遠征（～紀元前71年）
- 紀元前71年 - 2度目の凱旋式
- 紀元前70年 - コンスルに就任（同僚はマルクス・リキニウス・クラッスス）
- 紀元前67年 - 海賊征討戦（3ヶ月弱で完了）
- 紀元前66年 - 小アジア・黒海遠征。ミトリダテス6世を破る（～紀元前63年）
- 紀元前64年 - シリア・ユダヤ・フェニキア等をローマの勢力圏に加える
- 紀元前61年 - 3度目の凱旋式
- 紀元前59年 - 第一回三頭政治（クラッスス及びガイウス・ユリウス・カエサル）。ポンペイウス、カエサルの娘・ユリアと結婚
- 紀元前58年 - ヒスパニア属州総督に就任（～紀元前55年）、この間にポンペイウス劇場が完成
- 紀元前56年 - ルッカ会談
- 紀元前55年 - コンスルに就任（同僚はクラッスス）
- 紀元前54年 - ユリア死去
- 紀元前53年 - クラッスス戦死、三頭政治が事実上崩壊
- 紀元前52年 - コンスルに就任（同僚はメテッルス・スキピオ）
- 紀元前51年 - カエサル・ガリア総督任期終了、コンスルへの立候補を表明
- 紀元前49年 - カエサル派との内戦が開始
- 紀元前48年 - ファルサルスの戦いで敗北、エジプトへ逃れるも同地のペルシウムで殺害される

## 評価・登場作品
- プルタルコスは、3度目の凱旋式を迎えた時期のポンペイウスは「アレクサンドロス大王に匹敵する幸運を得た人物」であったが、それ以降の経緯により「癒しがたい不幸」を招いたと評した[40]。
- マルクス・トゥッリウス・キケロはティトゥス・ポンポニウス・アッティクス宛の書簡（紀元前48年11月27日付）の中で、ポンペイウスの死について、彼の状況を考えれば、こうなることは予想していたので、疑いなく受け入れられたといい、思い出の中の彼は私利私欲のない公明正大な人物だったと記している[41]。
- ポンペイウスはウィリアム・シェークスピアやバーナード・ショーらの劇作品で登場するものの、カエサルの敵役としての扱いに留まる。
- 18世紀の音楽家ゲオルク・フリードリヒ・ヘンデルのオペラ《エジプトのジュリオ・チェーザレ》では、史実と異なり、ポンペーオ（ポンペイウス）を殺害したエジプト王トロメーオ（プトレマイオス13世）に対し、コルネーリアとセスト母子がチェーザレ（カエサル）とクレオパトラの協力を得て復讐を果たすという筋書きになっている。